# Velics Antal
Lászlófalvi Velics Antal (Szécsény, 1855. március 14. – Budapest, 1915. február 15.) orvos, földbirtokos, amatőr orientalista, nyelvész.

## Élete
Velics Antal ügyvéd és Haynald Teréz fia. Apját négyéves korában elveszítette és neveltetéséről anyai nagybátyja, Haynald Lajos kalocsai érsek gondoskodott.
Orvosi tanulmányait a budapesti, bécsi és párizsi egyetemen végezte. 1879-ben Budapesten avatták orvosdoktorrá. Budapesten a Rókus Kórházban praktizált.
Járt Algériába, Egyiptomban, évekig élt Kínában, Japánban és Mexikóban. Kiválóan tudott németül, angolul és franciául, de elsajátította a héber, arab, török és valamilyen fokon a japán és kínai nyelvet is.
Lefordította azokat a kincstári deftereket, amelyek valószínűleg gróf Marsigli révén kerültek a bécsi császári könyvtárba. Ezeket az MTA adta ki. 1899-ben saját költségén jelentette meg tanulmányát a kínai–magyar nyelvrokonságról.
A fiatal Ágner Lajos tőle kezdett japánul és kínaiul tanulni. A Turáni Társaságnak 1910-es megalakulásától kezdve tagja volt. 
Egy baleset során eltörte a lábát, amely sohasem gyógyult meg teljesen és mankóval kényszerült járni. Idős korára fél szemére megvakult. 1915. február 15-én öngyilkosságot követett elː a saját tulajdonú, Erzsébet körúti bérházának harmadik emeletéről a belső udvarra vetette magát.

## Művei
- 1885 Török levelek a kismartoni levéltárból 1607–1643. Történelmi Tár.
- 1886/1890 Magyarországi török kincstári defterek 1543–1639 I-II. Budapest. (társszerző Kammerer Ernő)
- 1899 A khinai nyelv szerepe az ural-altáji, indo-európai és sémi nyelvekben. Budapest, Stephaneum.
- 1900 Über die Urquelle aller Sprachen. Leipzig, Otto Harrassowitz'sche Buchhandlung.
- 1901 A nyelvek egységéről, vagy, Hogyan beszéltek magyar eleink? Budapest, Athenaeum.
- 1905 Nyelvegység és hangutánzás. Rendszertani tanulmány. Budapest.
- 1905 Versuch eines natürlichen Systems in der Etymologie. Breslau.
- 1906 Keresztényszocialis irányeszmék. Adalékok a keresztényszociális programmhoz. Budapest.
- 1909 Onomatopöie und Algebra. (Eine etymologische und sprachphilosophische Studie). Budapest.